# Les Ribes (Mur)
Les Ribes és una costa de muntanya del terme municipal de Castell de Mur, dins de l'antic terme de Mur, al Pallars Jussà, en terres de Mur.
Estan situades al nord-oest de Mur, a ponent de l'Obaga de la Font de Mur; es tracta del coster que des de la carretera mateixa ascendeix cap a la carena que acull el Pla del Roure, que queda a ponent.